# Walther Modell 6
Walther Modell 6 — немецкие самозарядные пистолеты, разработанные фирмой «Carl Walter Waffenfabrik» (нем. Walther) под патрон калибра 9 mm Luger (9×19mm Parabellum), которые являются увеличенной копией пистолета Walther Modell 4.

## История
Пистолет Walther modell 6 выпущен в 1915 года. Успех пистолета Walther modell 4 привел к тому, что фирма «Carl Walter Waffenfabrik» на его основе попыталась создать полноценный военный пистолет под штатный армейский патрон 9 mm Luger (9×19mm Parabellum). Пистолет был сделан более массивным, для увеличения прочности. Однако данный проект завершился коммерческим провалом.

## Устройство
Walther modell 6 — самозарядный пистолет, работа автоматики которого основана на использовании энергии отдачи свободного затвора. Ударно-спусковой механизм куркового типа, с внутренним расположением курка. Окно для извлечения гильз расположено с правой стороны затвора. Предохранитель размещен с левой стороны рамки в задней её части. На поверхности затвора выполнено 7 наклонных проточек. Передняя втулка пистолета Walther modell 6 имеет байонетное крепление. Наружная поверхность передней втулки имеет три кольцевые проточки. Серийный номер у Walther modell 6 размещен с правой стороны на верхней стойке спусковой скобы. Пистолет выпускался до 1916 года, всего было изготовлено примерно 1000 штук.